# 正教会圣保罗圣堂

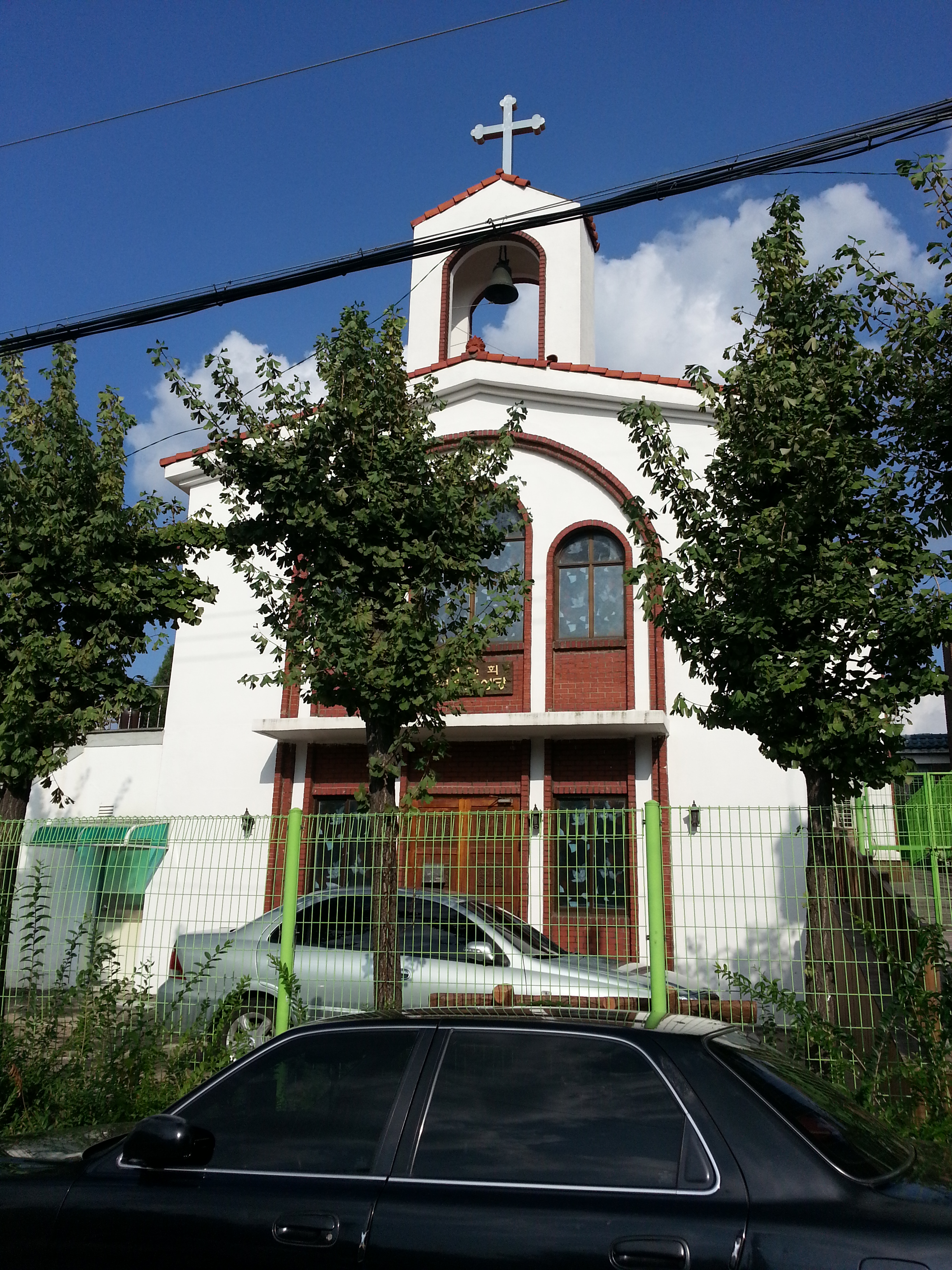

正教会圣保罗圣堂（정교회 성 바울로 성당）是一座韩国正教会教堂，位于仁川市南洞區間石洞。宣教始于1981年，1983年建造了一个小教堂，1994年进行了全面的宣教。

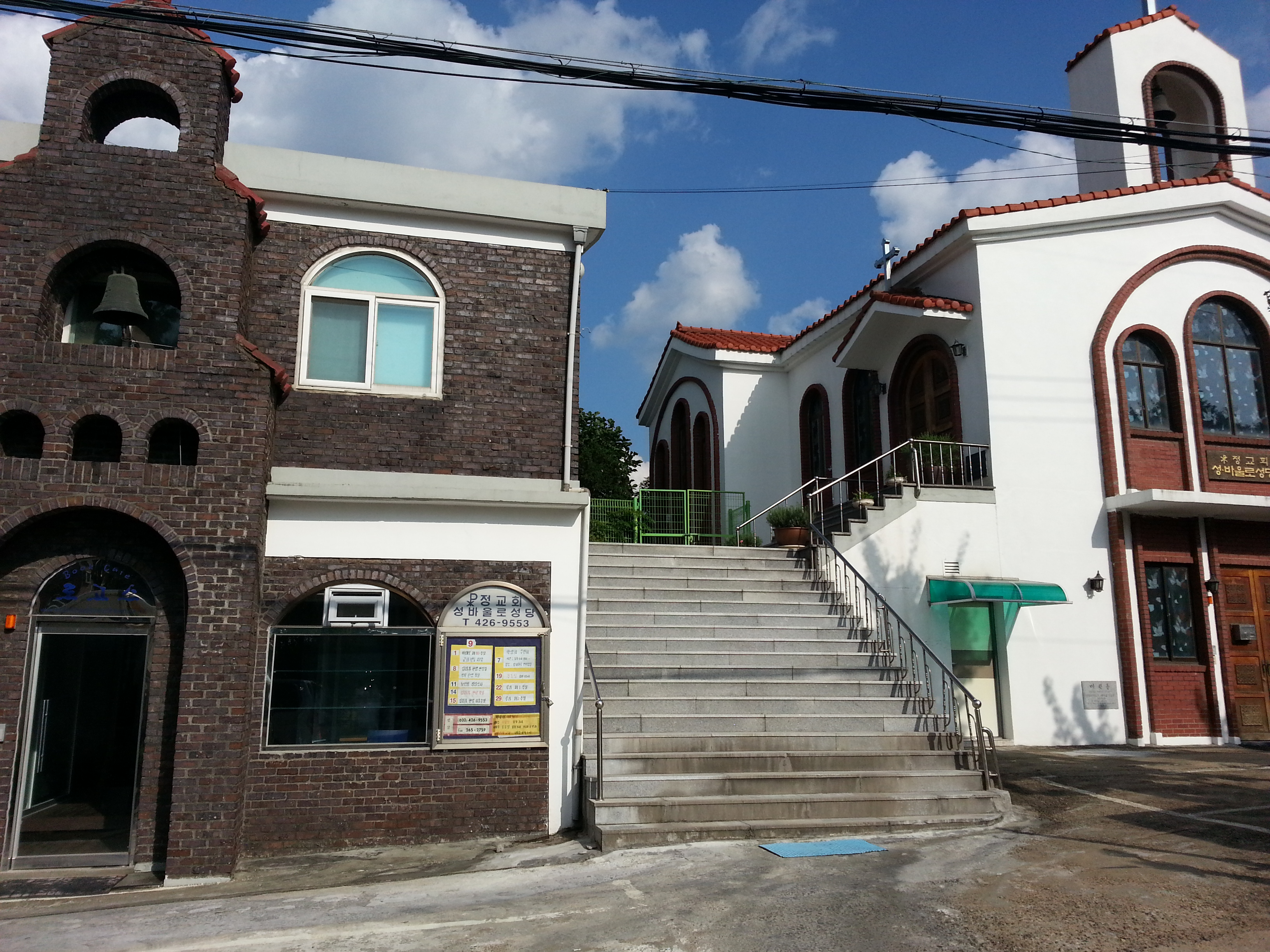

## 外部連結
- 정교회 성 바울로 성당 （页面存档备份，存于）